# Test Shapiro-Francia
Test Shapiro-Francia (ang. Shapiro–Francia test) – test statystyczny służący do sprawdzenia, czy analizowane dane pochodzą z rozkładu zbliżonego do normalnego. Test stanowi modyfikację (uproszczenie) powstałego wcześniej testu Shapiro-Wilka. Jego twórcami są Samuel Sanford Shapiro i R. S. Francia, którzy w 1972 r. opublikowali artykuł pt. An approximate analysis of variance test for normality.
Test Shapiro-Francia przyjmuje wartości z przedziału od 0 do 1. Wartości zbliżone do liczby 1 oznaczają, że dane są zbliżone do kształtu rozkładu normalnego. Wartości zbliżone do 0 oznaczają, że dane nie są zbliżone kształtem do rozkładu normalnego.